# СКВ «Клубівці» №2
СКВ «Клубівці» №2 — самооборонний кущовий відділ №2 «Клубівці» (клубовецький кущ), що входив до складу району Тисмениця, надрайону Товмач, округи Станиславів, області Станиславів, Карпатського краю ОУН. Дата створення  — вересень 1944 року.
Організатор і провідник куща — капрал Іван Івасюк, від 4 січня 1945 року — ройовий Микола Пронюк, від початку 1946 року під проводом Федора Сенюка підпорядкований підрайону №?? району Тисмениця. Де-факто, літом 1947 року припинив існування. Окремі комбатанти діяли до 1950 року в складі інших підрозділів ОУН .

## Структура
Протягом 1944 — 1947 років кущ №2 «Клубівці» мав у підпорядкуванні 8 станиць ОУН.
- №2 станиця «Стриганці» (1945).
- №3 станиця «Довге» (1945).
- №7 станиця «Клубівці» — станичний «Ворон» (Василь Ковальчук, 04.01.1945 — 20.01.1945), т. в. о. «Прут» (Микола Пронюк, 21.01.1945 — літо 1945), «Блиск» (Василь Рекетчук, літо 1945 — 10.1946), «Голуб» (Василь Слупський, 10.1945 — 14.08.1947).
- №?? Жіноча станиця «Клубівці» — станична «Зірка» (Катерина Бойко, літо 1944 — 02.1947).
- №?? станиця «Таборищі» — станичний «Ворон» (Василь Ковальчук, 04.01.1945 — 20.01.1945), т. в. о. «Прут» (Микола Пронюк, 21.01.1945 — літо 1945), «Блиск» (Василь Рекетчук, літо 1945 — 10.1946), «Голуб» (Василь Слупський, 10.1945 — 14.08.1947).
- №9 станиця «Пшеничники» — станичний «Довбуш» (Михайло Волосянчук, 1945 — 14.08.1947).
- №10 станиця «Погоня» — станичний «Прут» (Михайло Качурак, 1944 — 1946).

1946 року СКВ злито з СКВ підрайону Федора Сенюка, що у різний час мав у підпорядкуванні 3 куща ОУН.
- №2 СКВ «Клубівці» — кущовий «Нестор» (Іван Івасюк, 09.1944 — 04.01.1945), «Прут» (Микола Пронюк, 04.01.1945 — 19.12.1945), «Дир» (Федір Сенюк, 20.12.1945 — 08.1947). Орієнтовна чисельність — 1 чота.
- №?? СКВ «Пшеничники» — кущовий «Довбуш» (Михайло Волосянчук, 1945 — 14.08.1947). Орієнтовна чисельність — 1 чота.
- №?? СКВ «Тисмениця» — кущовий «Скала» (Микола Слевінський, 1945 — 02.1947). Орієнтовна чисельність — 1 чота.

Загалом через бойові підрозділи та підрозділи забезпечення куща протягом 1944–1947 років пройшло до 150 осіб. 
В 1947 р. частина особового складу куща прийшла з повинною у Тисменицький районний відділ МДБ, зокрема, станичні Микола Слевінський, Василь Слупський та Михайло Волосянчук. 
Через внутрішній конфлікт у кущі, СБ ОУН був заарештований провідник Федір Сенюк, що призвело до самоліквідації СКВ «Клубівці».

## Хронологія участі СКВ «Клубівці» №2  у бойових діях (1944—1947)

### 1944
22 вересня три стрільці СКВ «Клубівці» за підтримки станичного відділу (8 осіб) з Надорожної здійснили у Клубівцях напад на господарство, через службу господаря та його сина у винищувальному батальйоні при Тисменицькому РВ НКВС, але були відбиті. 11 жовтня СКВ (8 осіб) «Клубівці» в здійснив засідку на краю Клубівців від Тисмениці, у результаті чого загинуло 3 бійців винищувального батальйону. У кінці року відбувся наймасштабніший бій СКВ «Клубівців». Відділ вирушив на з’єднання з сотнею УПА, але в лісі, у селі Узин, потрапив у більшовицьку засідку. У ході бою кілька стрільців отримали поранення і СКВ відступив під прикриттям підкріплення загону окружного референта СБ ОУН Григорія Чабана.

### 1945

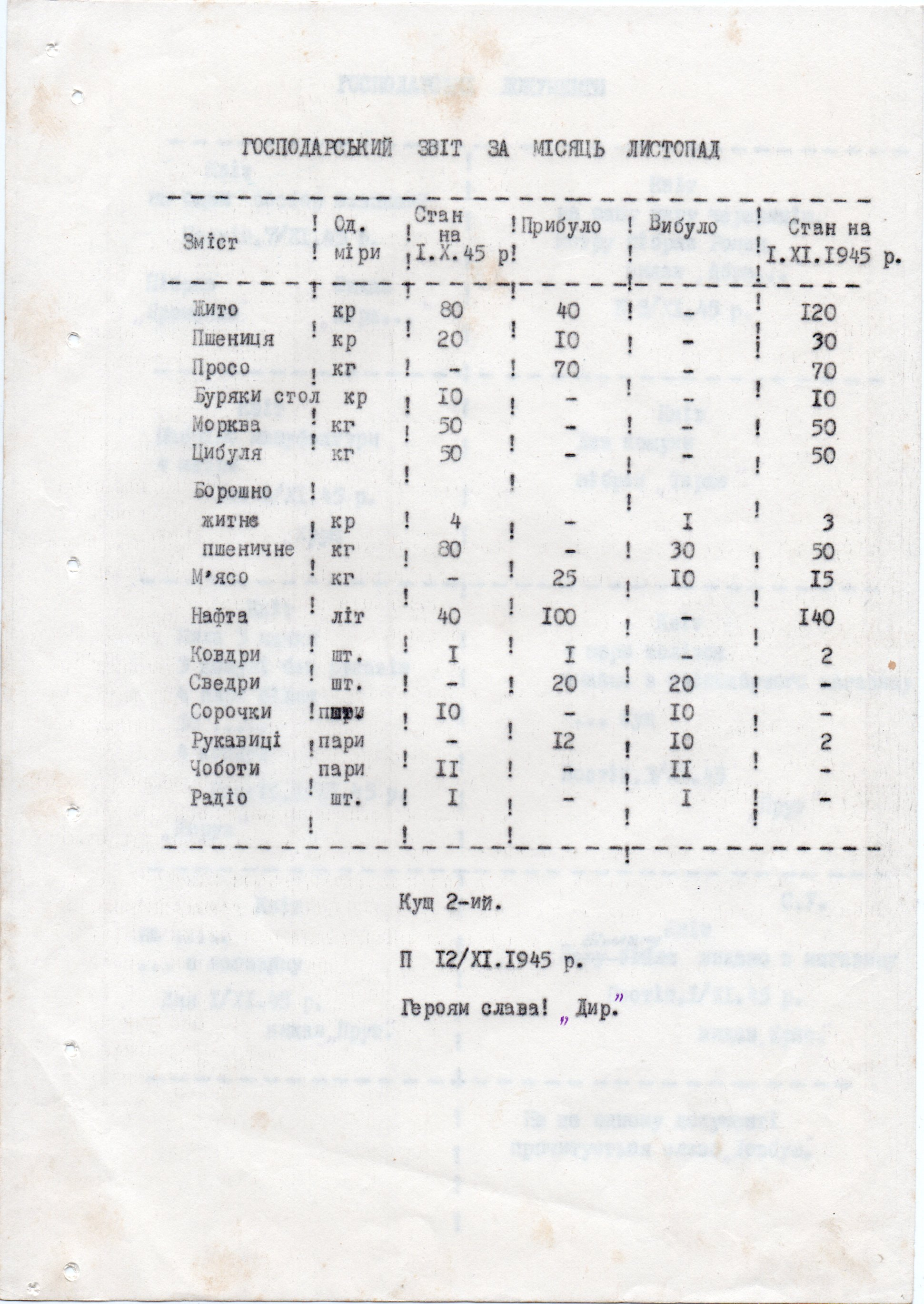
Господарський звіт куща №2 за листопад 1945 року

20 січня силами оперативної групи НКВС 2 комендатури 27 прикордонного загону під командою Яценка–Сергеєва у клубовецькому лісі викрита, взята у кільце і розбита криївка СКВ Клубівців – у полон потрапив відділ з 8 осіб, зокрема станичний Клубівців Василь Ковальчук та провідник Іван Івасюк. Загинув вартовий Василь Молощак.
Вночі на 12 лютого два стрільці СКВ Клубівців розорили будинок с/р Клубівців, розбили вікна, потрощили столи. Ранком 27 лютого більшовики провели облаву в Клубівцях, і у результаті успішної засідки, поранили, і взяли у полон стрільця СКВ Василя Барчука.
26 жовтня орієнтовно о 21:30 у селі Юрківка провідник СКВ «Клубівці» Микола Пронюк зі стрільцями «Білим» та «Малим» потрапили у засідку взводу більшовиків (22 бійця). Пронюк зі стрільцем «Малим» відстрілюючись відступили до лісу. Важкопоранений «Білий» потрапив у руки противника, але при транспортуванні підводою до села Рошнів помер. 16 листопада в Клубівцях СКВ натрапив на більшовицьку засідку. Після короткої перестрілки відділ пробився до лісу. 19 грудня в криївці, у лісі Діброва, поблизу Довгого, після двогодинного бою з ВВ НКВС, загинув провідник СКВ Микола Пронюк.

### 1946
1946 року 2 бійців винищувального батальйону РВ НКВС здійснили засідку на СКВ, що лісом переходив у Вільшаницю, але у результаті невдалих діій, одного бійця, стрільців СКВ ліквідували, а другий зміг сховатися у яру.
9 квітня СКВ Тисмениці з провідником «Скалою» вечеряв у селі Погоні. Вартового запримітили більшовики, які були у засідці під лісом, і двоє солдат підійшли до подвір’я. Стійковий затримав противника і відкрив по ньому вогонь. Більшовики втекли, а СКВ спокійно відступив.
28 травня на трасі Тисмениця–Клубівці СКВ Клубівців організовано засідку на проїжджаючі авто. У результаті загинуло 6 більшовиків та спалений автомобіль. Цього ж дня кущовики знищили другий автомобіль на цьому шляху, що віз картоплю у Тисменицю.

### 1947

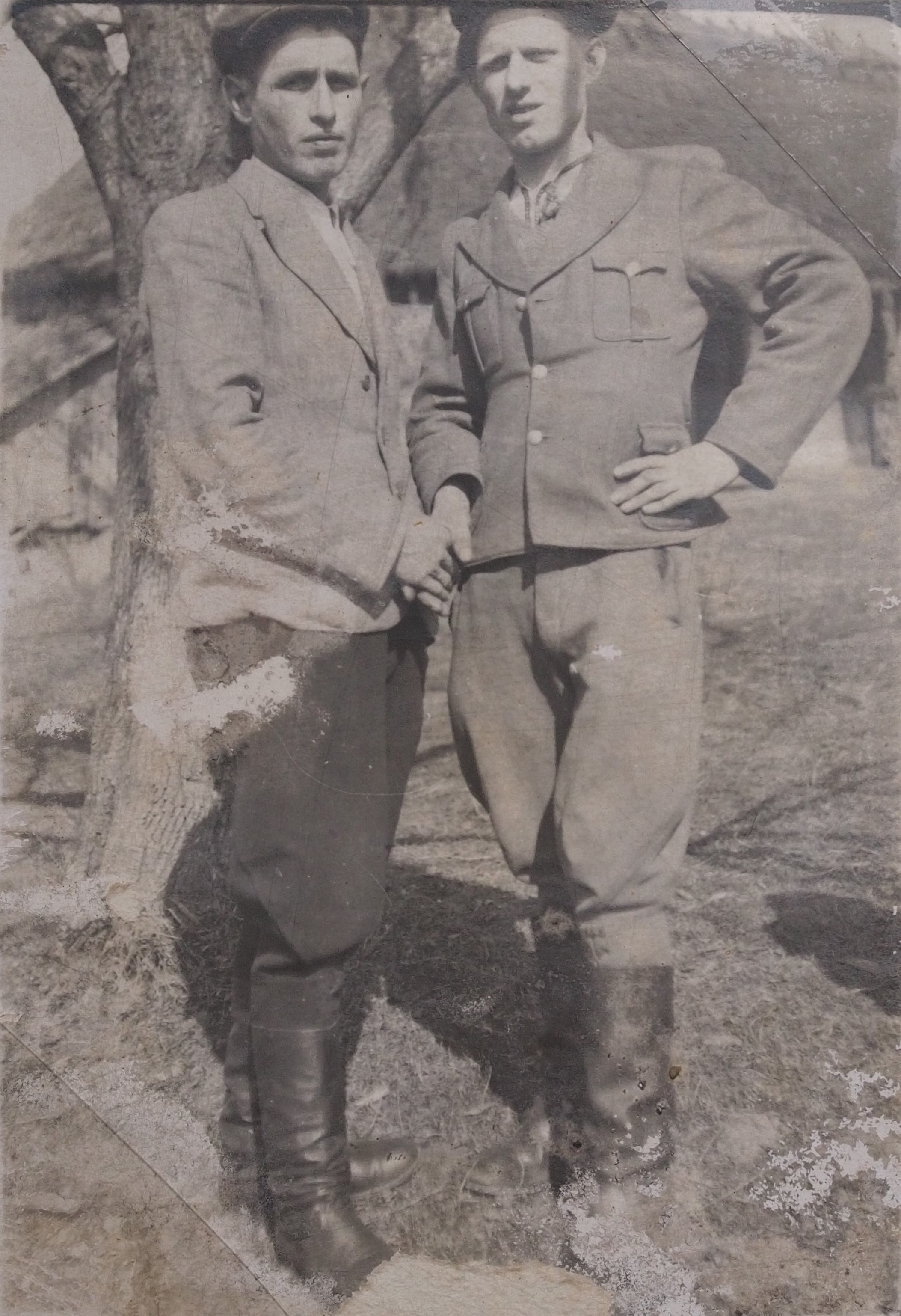
Зліва Микола Слубський в строї СКВ Клубівців створеного за зразком німецької польової уніформи M37

9 серпня 1947 року силами 1 взводу 9 роти військ МДБ Станіславської області під керівництвом старшого лейтенанта Скретнього та оперуповноваженого Тисменицького РВ МДБ лейтенанта Башарина була викрита, відкрита, а потім зірвана порожня криївка провідника СКВ Федора Сенюка у Клубівцях.

## Вшанування пам'яті про кущ у соцмережах
На честь СКВ «Клубівці» №2 у соцмережі Facebook була створена спільнота під назвою — «Кущ Проєкт» (створена у вересні 2024 р.).
На YouTube діє канал під назвою «Кущ. Project» як дочірний до спільноти у Facebook ресурс.